# Carlito (lutador)
Carlos Edwin "Carly" Colón, Jr (San Juan, 21 de fevereiro de 1979), conhecido como Carlito, é um wrestler porto-riquenho. Ele é mais conhecido por suas passagens na WWE.
Ele é membro da família Colón, sendo filho do lendário Carlos Colón. Após ganhar o WWE United States Championship, no seu primeiro combate televisivo, tornou-se um dos poucos wrestlers da WWE a ganhar um título na sua estreia pela WWE. Foi demitido em 21 de maio de 2010. Em 2021, Colón retornou brevemente à WWE, primeiro como um participante no Royal Rumble e depois na noite seguinte no Raw. Ele então voltou em maio de 2023 no Backlash para ajudar Bad Bunny e o Latino World Order (LWO). Após isso, Colón foi recontratado pela WWE, mas foi somente no Fastlane daquele mesmo ano, em outubro, que ele apareceu como o parceiro misterioso da LWO na luta de duplas e, em seguida, foi designado para o plantel do SmackDown. 

## Carreira

### World Wrestling Council
A industria do pro- wrestling conheceu Carlito nesta federação, e foi aqui que Carlito teve uma feud com o seu irmão Eddy Colon. Era o heel mais odiado da federação, tendo cuspindo na cara do seu pai e lenda do wrestling Carlos Colón.

#### OVW
Antes de participar na WWE, Carlito esteve na OVW, para teinamentos, embora continuasse a lutar na WWC. Mas Carlito só viria a integrar o roster na SmackDown em Outubro de 2004.

### World Wrestling Entertainment

#### SmackDown
A estreia de Carlito foi boa, tendo este ganho o título dos EUA de John Cena. Na SD! seguinte Carlito derrotou Rey Mysterio, permanecendo com o título dos EUA.
No Survivor Series, Carlito e a sua equipe perderam um 8-men elimination match contra a equipe onde Cena estava integrado, e este recapturou o título dos EUA a Carlito. Dias depois, Carlito lesionara-se, tendo parado 2 meses até regressar à WWE.
Carlito quis despedir Theodore Long do cargo de GM da SD!, e organizou um abaixo-assinado, fazendo com que Linda McMahon entrevisse, e esta decidiu que Carlito iria ter de fazer o que Teddy pedisse, e o primeiro pedido foi Carlito limpar a neve. O segundo pedido foi entrevistar o Undertaker, tendo este feito um Tombstone a Carlito. O terceiro pedido foi Carlito trabalhar numa barraca de cachorros, tendo Carlito atirado ketchup para cima de um miúdo. O quarto foi para Carlito imitar Elvis, tendo este cantado "Jailhouse Rock" para o público de Memphis.
Carlito começou com a Carlito´s Cabana, que serviu de angle para a feud entre Rey Mysterio e Eddie Guerrero. Para além deste angle, ouve outro angle, mas dessa vez foi uma feud entre Big Show, e Carlito, e a feud deu-se porque Big Show recusou ser o guarda-costas de Carlito, tendo Carlito dado uma maçã fora da validade a Big Show.
Carlito introduziu o seu novo guarda-costas Matt Morgan, que esteve no lado de Carlito no Judgment Day, onde Carlito venceu Big Show após F5 de Morgan sem o árbitro ver.
Após isto, Carlito e Morgan fizeram parte dos cruzados anti- ECW de Eric Bischoff no PPV One Night Stand.

#### RAW

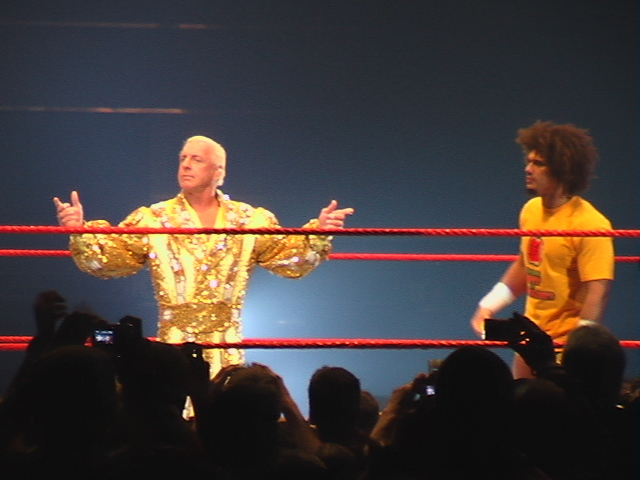
Carlito e Ric Flair

Carlito foi sorteado para a RAW e na estreia ganhou o título Intercontinental. As sujas defesas de título aconteceram, uma delas no Vengeance, onde Carlito venceu com ajuda das cordas, as outras defesas contra Benjamin acabaram com Carlito a desqualificar-se, retendo o título. Após isto, Carlito não defendeu o título, participando no screw Job falhado a John Cena juntamente com Chris Jericho e com Eric Bischoff.
Mas as defesas de título aconteceram de novo, e após o Nature Boy ser um convidado numa Carlito´s Cabana, os dois iniciaram uma feud, tendo esta tido um combate no Unforgiven pelo título, e este mudou de mãos. Na desforra numa RAW, Flair derrotou Carlito. E no RAW Homecoming, Ric Flair e Triple H derrotaram Carlito e Masters num combate de tag team, tendo a feud entre Flair e Carlito culminado.
Carlito envolveu-se numa feud com Mick Foley, e esta culminou no Taboo Tuesday, onde Foley, actuando como Mankind venceu Carlito.
Carlito venceu Shelton Benjamin, apurando-se para a Team RAW no Survivor Series; Carlito nem foi dos mais participativos na feud entre RAW e SmackDown, contudo, Carlito foi o terceiro a ser eliminado na Team RAW por John Layfield.

### 2006
Carlito venceu novamente Shelton Benjamin, para se apurar para a Elimination Chamber, onde fez equipe com Masters, tendo ambos eliminado Kane. Imediatamente a seguir, Carlito eliminou Masters. Carlito foi o último a ser eliminado por John Cena, que assim manteve o seu título. No Royal Rumble, Carlito e Masters atuaram como uma equipe no Royal Rumble Match, mas Carlito eliminou Masters outra vez.
Contudo, mantiveram-se unidos, e Carlito deu a ideia do Money in the Bank 2 na Wrestlemania 22, embora não tenha participado neste combate, mas participou na Wrestlemania, lutando contra Kane e Big Show, com Masters pelos títulos, mas os gigantes venceram o combate, retendo os títulos.
Após isto, Carlito virou-se contra Masters e ambos tiveram conflitos em RAWs, tendo esta feud acabado no Backlash, com a vitória de Carlito.

### 2008
No dia 26 de setembro de 2008, aliou-se a Primo Colón para derrotarem Curt Hawkins e Zack Ryder e conquistar o WWE Tag Team Championship.

### 2009
Carlito e Primo entraram numa feud com os World Tag Team Champions Miz and Morrison por causa das Bella Twins. No WrestleMania XXV, Carlito e Primo derrotaram Morrison e Miz, unificando os títulos no novo WWE Unified Tag Team Championship.
No WWE Draft de 2009, for transferido pra RAW junto com Primo. No The Bash, Carlito e Primo perderam os títulos para Edge e Chris Jericho. Após perder sua revanche, Carlito atacou Primo. No Night of Champions (2009) participou no Six-Pac challenge pelo titulo dos Estados Unidos, mas acabou por perder. Retornou no Raw dia 30 de novembro confrontando John Cena.

### 2010
No WWE Superstars do dia 6/5/10, Carlito se desculpou com Primo fazendo assim novamente a dupla Carlito e Primo. Carlito foi pro de Michael tarver no nxt de 2010, sendo demitido no dia 21 de maio após ser reprovado em um teste de drogas da WWE

## No wrestling
- Movimentos de finalização
  - Backstabber[2] / Backcracker[5] (Double knee backbreaker)[5]
  - Figure four leglock[5] – OVW; usado normalmente na WWE
  - Outward rolling cutter[6] – 2005–2006
  - Overdrive[5] – 2004
  - Superkick (2011–presente)-AAA
- Movimentos secundários
  - Backflip da corda de cima sob um oponente de pé[7]
  - Dropkick[8]
  - Flowing DDT[5]
  - Hurricanrana[9]
  - Japanese arm drag[7]
  - Joelhada na cabeça de um oponente, seguido de um clothesline[8]
  - Swinging neckbreaker
  - Spinebuster[10]-AAA
- Managers
  - Trish Stratus[11]
  - Torrie Wilson[11]
  - The Bella Twins
  - Brie Bella
  - Rosa Mendes[11]
- Alcunhas
  - "The Caribbean Bad Apple" ("A Maçã Ruim Caribenha")[6]
  - "The Cool Caribbean" ("O Caribenho Legal")
  - "Carlito Caribbean Cool" ("Carlito Caribenho Legal") (WWE)
  - "The Puerto Rican" ("O Portoriquenho")

## Títulos e prêmios
- !Bang!

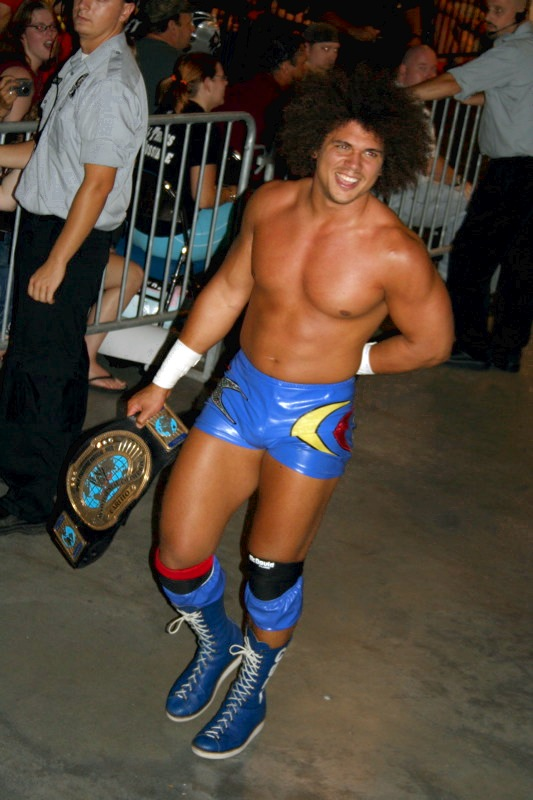
Carlito como Campeão Intercontinental da WWE

  - !Bang! Television Championship (1 vez)[12]

- World Wrestling Council
  - WWC Universal Heavyweight Championship (11 vezes)[13]
  - WWC World Tag Team Championship (2 vezes) - com Eddie Colón (1) e Konnan (1)[14]

- WWE
  - WWE Intercontinental Championship (1 vez)[15]
  - WWE United States Championship (1 vez)[16]
  - WWE Tag Team Championship (1 vez) - com Primo Colón[17]
  - WWE Unified Tag Team Championship (1 vez) - com Primo Colón

- Pro Wrestling Illustrated
  - PWI o colocou como #27 dos 500 melhores wrestlers de 2006.[18]